# Snoopy és Charlie Brown – A Peanuts film
A Snoopy és Charlie Brown – A Peanuts film (eredeti cím: The Peanuts Movie / Snoopy and Charlie Brown: A Peanuts Movie) 2015-ben bemutatott amerikai 3D-s számítógépes animációs film, amely a Peanuts-filmek ötödik filmje. A forgatókönyvet Charles M. Schulz, Bryan Schulz, Craig Schulz és Cornelius Uliano írták. Az animációs játékfilm rendezője Steve Martino. A zenéjét Christophe Beck szerezte. A mozifilm a Blue Sky Studios és a Peanuts Worldwide gyártásában készült, a 20th Century Fox forgalmazásában jelent meg. A magyar változatot az InterCom Zrt. forgalmazta. Műfaja kalandfilm és filmvígjáték.
Amerikában 2015. november 6-án, Magyarországon 2015. december 24-én mutatták be a mozikban.

## Cselekmény
Charlie Brown sosem adja fel, hogy megtanuljon sárkányt röptetni, vagy baseballozni, azt sem számít, ha tél van. Kísérletei szokás szerint kudarcba fulladnak, mikor egy éppen beköltöző új lakóra lesz figyelmes. A jövevény egy vöröshajú kislány, aki Charlie Brownék osztályába érkezik, és rögtön elvarázsolja a kisfiút. Ismerve azonban ügyetlen magát, fél, hogy rossz színben tűnne fel a kislány előtt, ezért kikéri Lucy tanácsát, aki a maga kioktató, felnőtties módján javasolja, hogy mutasson fel valamit, amivel határozottnak hat. Innen kezdődik Charlie Brown nagy megpróbáltatása: hogyan szerezzen önbizalmat?
Először jelentkezik a Ki mit tud?-ra, hogy hűséges kutyájával, Snoopyval egy bűvésztrükköt adjon elő. A műsor végén azonban Charlie Brown húgának, a kicsi Sallynek a rodeóversenye balul sül el, és a közönség elkezdi csúfolni az összetákolt paripáját. Mivel Sally műsorideje lejárt, nincs esélye rá, hogy jobb színben feltűnjön, ezért Charlie Brown kihagyva saját előadását gyorsan Sally segítségére siet, és Snoopyval befejezik a műsort. A kisfiú következő lehetősége egy táncversenyen adódik, ahol a legjobb táncos táncolhat a legjobb táncosnővel. Snoopy elkezdi tanítani Charlie Brownt, aki meg is nyeri a vetélkedőt, de véletlenül bekapcsolja a tűzriasztót, és minden elázik a vízben. 
Időközben Snoopy talált egy írógépet, mikor az újabb iskolába szökése meghiúsult, és kidobták az épületből. Snoopy lelkesen írni kezd, de egyik ötlete sem tetszik neki igazán, Charlie Brown igyekezete azonban, hogy felhívja magára a vöröshajú kislány figyelmét, megihleti. Egy kalandregényt kezd írni egy fontos szerelmi szállal, amit egy rózsaszín kis pudlilány, Fifi, testesít meg, ellenségének pedig Charlie Brown osztálytársának elszabadult vörös repülőgépét teszi meg. Ahogy Charlie Brown igyekszik, Snoopy története is akképpen alakul.
Charlie Brown tanárnője csoportmunkát ad a hétvégére, amiben egy könyvet kell elemezniük. Charlie Brown a vöröshajú kislányt húzza, de a kislány nem tud iskolába jönni, mert beteg a nagymamája. A kisfiú elhatározza, hogy hősiesen elkészíti őhelyette is, és hogy a tanárnőtől is jó jegyet kapjanak, egy nehéz középiskolás regényt, Tolsztoj Háború és békéjét elemzi. Közben az is kiderül, hogy a legutóbb megírt tesztje hibátlan lett, és a környezetének összes figyelme hirtelen a kisfiúra irányul, csodálni kezdik és lesik minden mozdulatát. Charlie Brown tanárnője egy apró ünnepséget rendez a számára, de mikor a többiek megkérik, hogy olvassa fel tökéletes munkáját, Charlie Brown észreveszi, hogy rossz dolgozatra írta fel a nevét, és hogy valójában Peppermint Patty érdemli a dicséretet. Ezért lemond a neki készített medálról, és elmondja az igazat, majd minden visszakerül a régi kerékvágásba.
Charlie Brown utolsó reménye jól megírt csoportmunkája, de a ragadós balszerencséje itt sem hagyja cserben, és a házi feladat az ámokfutó vörös repülőgép martaléka lesz. Hamarosan beköszönt a nyár, a kis diákok pedig levelezőtársat választanak egymásnak. Mikor Charlie Brownra kerül a sor, megdöbbenésére a vöröshajú kislány jelentkezik. Barátja tanácsára Charlie Brown megkeresi, hogy megkérdezze az okát, de értesül róla, hogy a kislány elment otthonról, és nyári táborba indult. Mikor Charlie Brown már azt hiszi, minden összeesküdött ellene, egy fennakadt sárkányrepülőt emel le a szél a fáról, a kisfiú belegabalyodik a madzagba, és elrepíti őt a buszmegállóba, ahol a vöröshajú kislány éppen felszállni készül a buszra. Minden kisgyerek ámulva szalad Charlie Brown után, mikor látják, hogy – ha nem is a kisfiú a sárkányt – egy sárkány repíti át az utcákon, és ujjongani kezdenek, hogy végre megtanult sárkányrepülőt vezetni.
A vöröshajú kislány elmondja Charlie Brownnak, hogy értékeli benne az önzetlenségét és magabiztosságát, és megígérik egymásnak, hogy levelezni fognak. Snoopy ennek örömére is boldog véget kerít regényének, amiben megmenti hőn szeretett Fifijét apró barátaival, Woodstockkal és társaival. Mikor Snoopy elégedetten átadja az irományát Lucynek olvasásra, Lucy hitetlenkedve földhöz csapja, hogy még életében nem hallott ekkora sületlenséget, hogy egy kutya repüljön. Snoopy erre arcon nyalja, és Lucy sikítva elmenekül, hogy újra bacik kerültek az arcára.

## Szereplők
| Szereplő             | Eredeti hang                    | Magyar hang             |
| -------------------- | ------------------------------- | ----------------------- |
| Snoopy               | Bill Melendez (archív felvétel) | (saját hangján)         |
| Woodstock            | Bill Melendez (archív felvétel) | (saját hangján)         |
| Charlie Brown        | Noah Schnapp                    | Gerő Soma               |
| Sally Brown          | Mariel Sheets                   | Dolmány-Bogdányi Korina |
| Lucy van Pelt        | Hadley Belle Miller             | Gáspárfalvi Dorka       |
| Linus van Pelt       | Alexander Garfin                | Straub Martin           |
| Peppermint Patty     | Venus Schultheis                | Koller Virág            |
| Violet Gray          | Madisyn Shipman                 | Pál Zsófia              |
| Schroeder            | Noah Johnston                   | Ács Balázs              |
| Marcie               | Rebecca Bloom                   | Stern Hanna             |
| Franklin Armstrong   | Mar Mar                         | Pál Dániel Máté         |
| Malac                | AJ Teece                        | Berecz Kristóf Uwe      |
| Frieda               | Francesca Capaldi               | Szűcs Anna Viola        |
| A vörös hajú kislány | Francesca Capaldi               | Azurák Zsófia           |
| Patty                | Anastasia Bredikhina            | Gyarmati Laura          |
| Shermy               | William Alexander Wunsch        | Solymosi Máté           |
| Fifi                 | Kristin Chenoweth               | (saját hangján)         |

További magyar hangok: Bor Márton, Ducsai Bende, Jelinek Éva, Mayer Szonja, Schmidt Antónia, Szolnoki Balázs, Vida Bálint